# Attemsostreptus costatus
Attemsostreptus costatus är en mångfotingart som beskrevs av Karl Wilhelm Verhoeff 1941. Attemsostreptus costatus ingår i släktet Attemsostreptus och familjen Spirostreptidae. Inga underarter finns listade i Catalogue of Life.